# Super 8 Stories
Pour les articles homonymes, voir Super 8 (homonymie).
 (juillet 2021).
Si vous disposez d'ouvrages ou d'articles de référence ou si vous connaissez des sites web de qualité traitant du thème abordé ici, merci de compléter l'article en donnant les références utiles à sa vérifiabilité et en les liant à la section « Notes et références ».
Pour plus de détails, voir Fiche technique et Distribution.
Super 8 Stories est un film germano-italien réalisé par Emir Kusturica, sorti le 10 octobre 2001.

## Synopsis
Documentaire sur le No Smoking Orchestra, groupe de musique dans lequel Emir Kusturica joue de la guitare. Mélangeant images d'archives, interviews et extraits de concerts, le film dresse également un portrait de la Serbie et Monténégro au sortir de la guerre des Balkans.

## Fiche technique
- Titre : Super 8 Stories
- Réalisation : Emir Kusturica
- Musique : No Smoking Orchestra
- Photographie : Michel Amathieu
- Montage : Svetolik Zajc
- Production : Karl Baumgartner, Carlo Cresto-Dina, Christoph Friedel, Andrea Gambetta, Raimond Goebel, Emir Kusturica, Domenico Procacci
- Format : couleurs / noir et blanc
- Genre : documentaire
- Durée : 90 minutes
- Dates de sortie :
  - France : 10 octobre 2001

## Distribution
- Aleksandar Balaban : tuba
- Zoran Marjanovic Ceda : percussions
- Nenad Gajin Coce : guitare
- Goran Markovski Glava : basse
- Drazen Jankovic : claviers
- Dr. Nele Karajlić : chants
- Emir Kusturica : guitare
- Stribor Kusturica : batterie
- Zoran Milošević : accordéon
- Nenad Petrovic : saxophone
- Dejan Sparavalo : violon
- Joe Strummer : lui-même

## Autour du film
- Le film a été présenté en avant-première mondiale lors de la Berlinale le 14 février 2001.

## Distinctions
- Festival international du film de Chicago 2001 : Plaque d'argent du meilleur documentaire